# Rückstoßverstärker

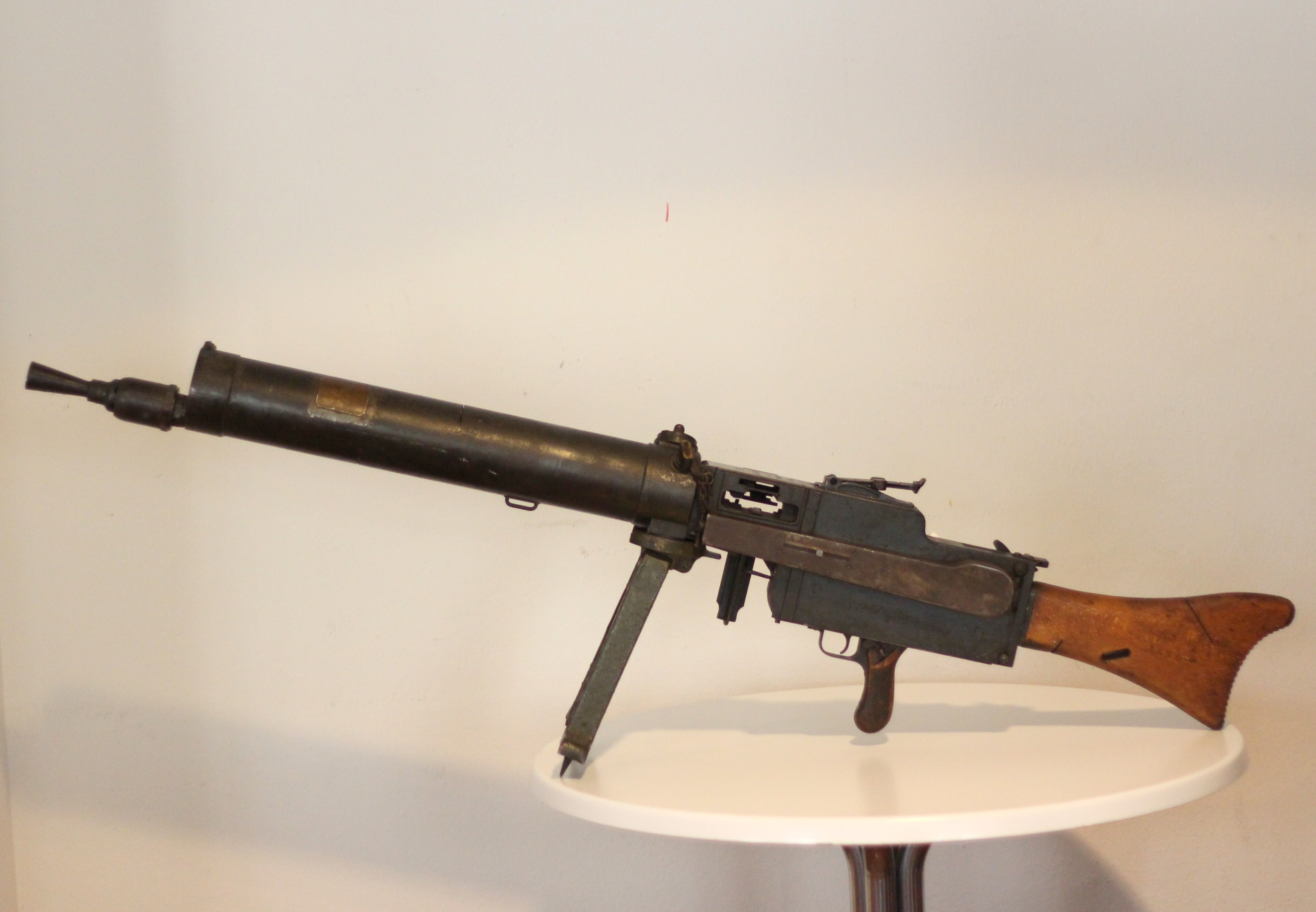
MG 08/15 mit Rückstoßverstärker

Ein Rückstoßverstärker ist eine Einrichtung, die bei Feuerwaffen die Funktionssicherheit erhöht und/oder die Kadenz steigert. Rückstoßverstärker waren bereits vor dem Ersten Weltkrieg bekannt.

## Technik
Zur Rückstoßverstärkung werden die beim Schuss austretenden Gase genutzt, um die Rückstoßkraft zu erhöhen. Ziel ist es, mehr Energie für den Selbstlademechanismus von Rückstoßladern mit kurz zurückgleitendem Lauf zur Verfügung zu haben. 
Bei einem aktiven Rückstoßverstärker wirkt der Gasdruck in einer Hülse, welche die Laufmündung umgibt. Der Lauf läuft dabei zusammen mit dem Verschluss nach hinten.
Bei einem reaktiven Rückstoßverstärker befindet sich an der Laufmündung ein Diffusor, eine Art Trichter, der ähnlich einer Lavaldüse eines Rückstoßantriebes wirkt. 
Einige Manöverpatronengeräte fungieren als Rückstoßverstärker, um Platzpatronen verschießen zu können.

Druckausbreitung nach dem Schuss
Kombination aus aktivem (Gasstauhülse) und reaktivem (Lauftrichter) Rückstoßverstärkern beim Vickers-MG
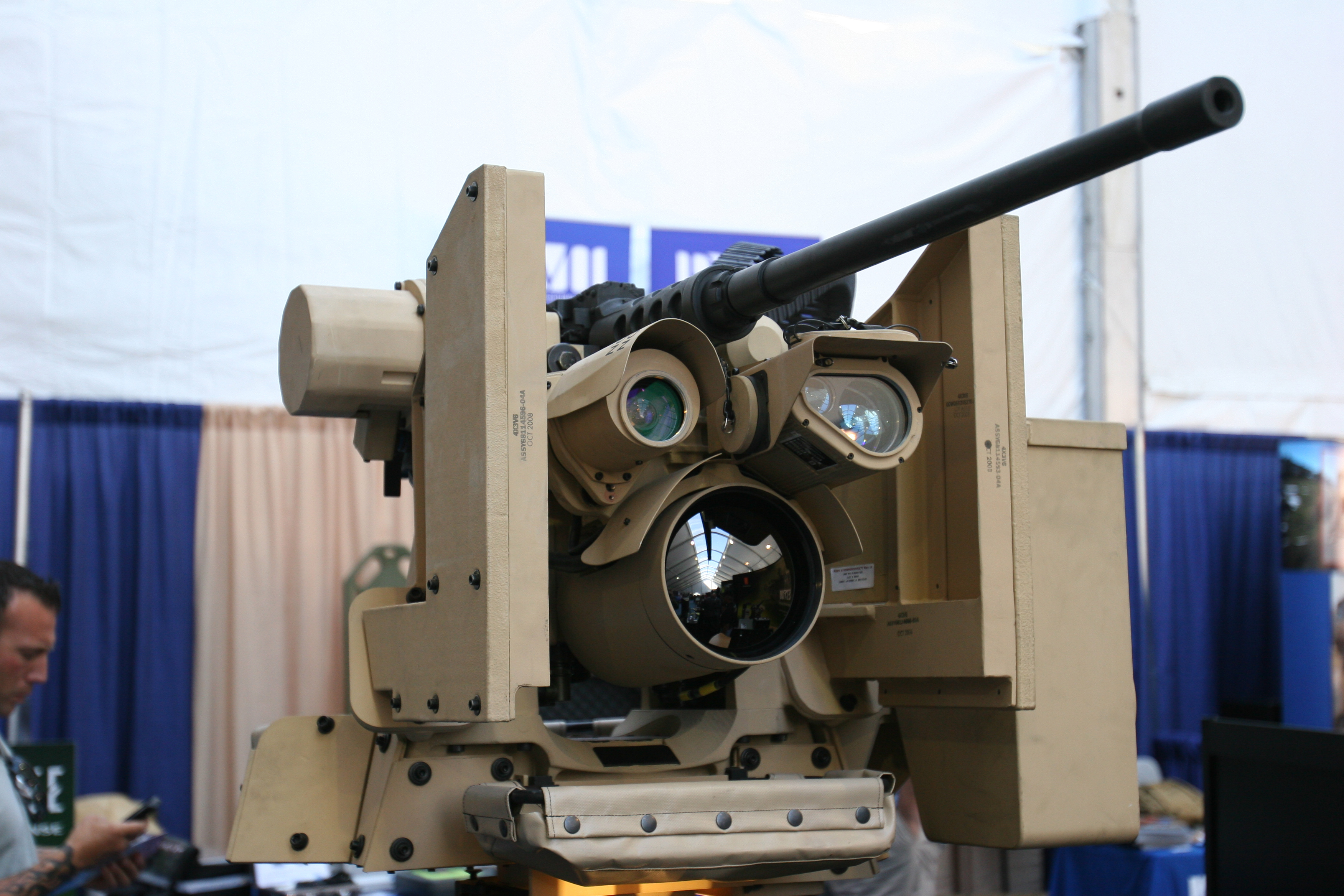
Browning M2 ohne Rückstoßverstärker
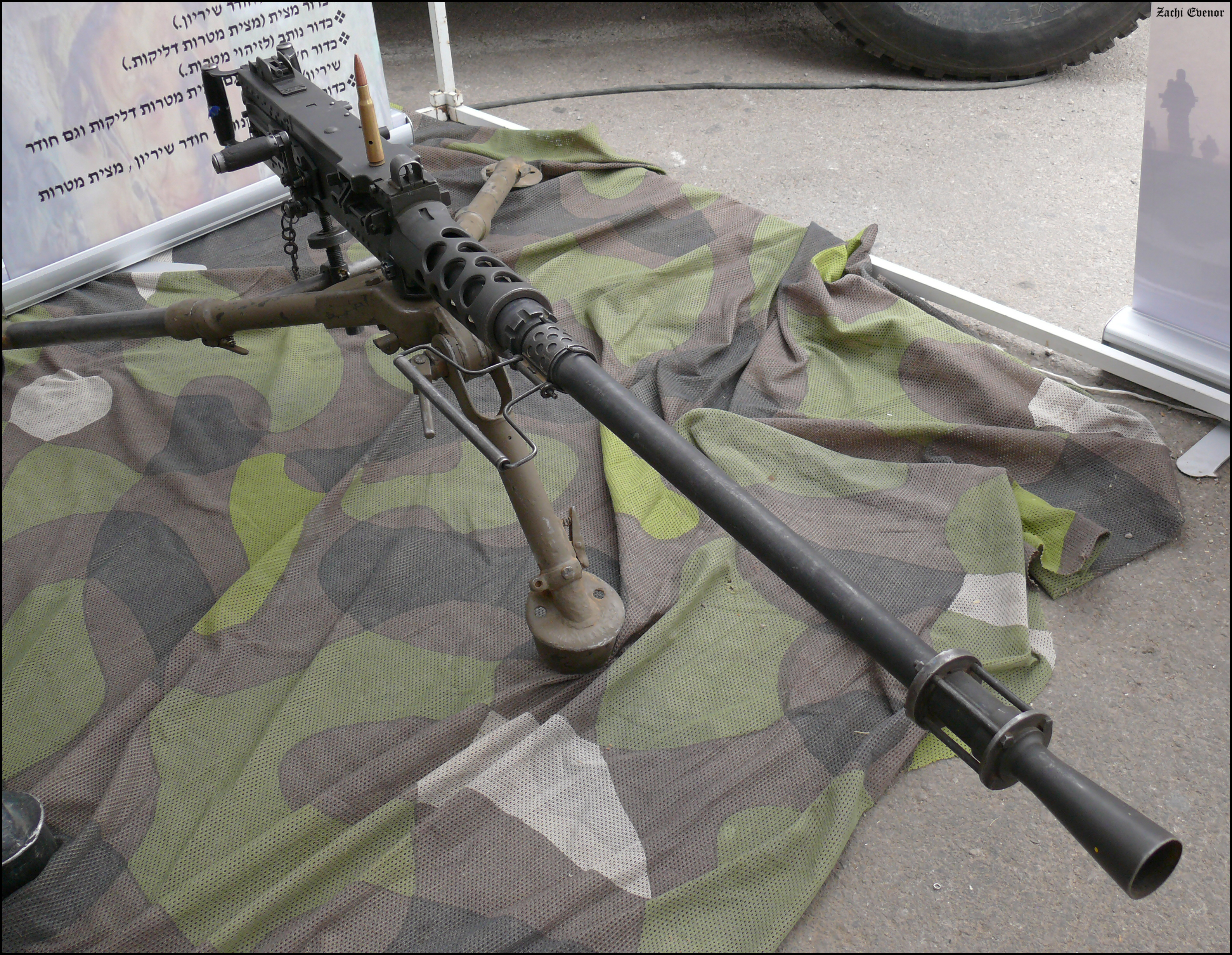
Browning M2 mit reaktivem Rückstoßverstärker
Gasstauhülse als aktiver Rückstoßverstärker beim MG3

## Anwendungen

Rückstoßverstärker eines Wechselsystems nach der Umrüstung auf ein kleineres Kaliber

Für das Maschinengewehr MG 08/15 wurde der „Rückstoßverstärker S“ entwickelt, um die Feuerrate von ursprünglich um 300 Schuss pro Minute mit dem Vorgängermodell Maxim-Maschinengewehr auf etwa 450 Schuss pro Minute anzuheben. Zu dem schweizerischen Lmg 25 ist ein düsenartiger „Blindschießapparat“ bekannt, der zur Funktionssicherheit bei Verwendung von Übungsmunition aufgesetzt werden konnte. Eine bekannte Waffe mit aktivem Rückstoßverstärker ist beispielsweise das MG3 und seine Vorläufer wie das MG 42. Eine verbreitete Waffe mit reaktivem Rückstoßverstärker ist zum Beispiel das überschwere Maschinengewehr Wladimirow KPW.